# Perspicaris
Perspicaris ist ein ausgestorbener Gliederfüßer, der in Form von Fossilien aus dem Kambrium erforscht wurde. Perspicaris ist einer der sehr urtümlichen Gliederfüßer aus dem Burgess Shale und daher für die Klärung des Ursprungs der Gruppe im Rahmen der Radiation der vielzelligen Tiere (Kambrische Explosion) relevant.  Das Fossil wurde 1977 von D.E.G. Briggs im Detail beschrieben.
Das lebende Tier war etwa 2–3 cm lang und bewegte sich vermutlich schwimmend fort. Es hatte einen zweigeteilten Panzer und ausgeprägte Stielaugen; der Name Perspicaris bedeutet „scharfäugige Krabbe“ (Briggs 1977).